# Stansstad
Stansstad ist eine politische Gemeinde des Kantons Nidwalden in der Schweiz.

## Geographie

Stansstad, historisches Luftbild von 1919, aufgenommen von Walter Mittelholzer

Fürigen, Historisches Luftbild von Werner Friedli von 1948

Historisches Luftbild von Werner Friedli von 1954

Stansstad liegt an der schmalen Stelle des Vierwaldstättersees, die den Alpnachersee vom restlichen See abtrennt. Das Dorf selber liegt am Westfuss des Bürgenstocks.
Zu Stansstad gehören auch die Ortsteile Obbürgen, Fürigen, Kehrsiten und ein Teil des Rotzlochs. Kehrsiten liegt am Südufer des Vierwaldstättersees 3 km östlich von Stansstad. Obbürgen liegt auf einer Hochebene des Bürgenstocks unmittelbar östlich des Dorfs. Fürigen liegt auf einem Hochplateau östlich des Dorfs an der Nordflanke des Bürgenstocks. Alle diese drei Ortsteile haben Anteil am Bürgenstock, dessen höchster Punkt allerdings zur Stadt Luzern gehört. Das Bürgenstock Resort befindet sich aber in der Gemeinde Stansstad. Rotzloch liegt am Alpnachersee.
Vom gesamten Gemeindegebiet können 33,8 % landwirtschaftlich genutzt werden. Beinahe die Hälfte (49,9 %) ist von Wald oder Gehölz bedeckt. Als Siedlungsfläche nutzt man 14,9 % des Gemeindeareals, weitere 1,4 % sind unproduktive Fläche. Landwirtschaftlich genutzt werden die Ebene zwischen Vierwaldstättersee und Stans sowie Teile des Bürgenstocks, dieser ist dennoch mehrheitlich bewaldet.
Stanzstad ist eine frühere Schreibweise des Namens.

## Bevölkerung

### Sprachen
Die Bevölkerung spricht eine hochalemannische Mundart. Nidwaldnerdeutsch wird immer weniger gesprochen. Durch Anpassung der Einheimischen und wegen der zahlreichen Zuzüger spricht der Grossteil eine Mischmundart von Luzerndeutsch mit Einsprengseln anderer Dialekte. Fast die gesamte Einwohnerschaft spricht als tägliche Umgangssprache deutsch. Bei der letzten Volkszählung im Jahr 2000 gaben 90,1 % Deutsch, 2,1 % Italienisch und 1,5 % Albanisch als Hauptsprache an.

### Religionen – Konfessionen
Die Bevölkerung war früher vollumfänglich Mitglied der Römisch-Katholischen Kirche. Die Konfessionsverhältnisse im Jahr 2000 lassen trotz Durchmischung immer noch die ursprüngliche Struktur erkennen. 2969 Personen waren katholisch (68,65 %). Daneben gab es 15,42 % evangelisch-reformierte und 0,95 % orthodoxe Christen, 2,80 % Muslime und 9,16 % Konfessionslose. 108 Personen (2,50 %) machten keine Angaben zu ihrem Glaubensbekenntnis. In Stansstad gibt es neben der katholischen Kirche St. Anna im Dorf (1943 eingeweiht) noch zwei weitere katholische Kirchen in Obbürgen und Kehrsiten. Ausserdem gibt es ein ökumenisches Kirchgemeindehaus. Die Reformierten besuchen normalerweise (abgesehen von ökumenischen Anlässen im Kirchgemeindehaus) das reformierte Gotteshaus in Stans.

### Herkunft – Nationalität
Von den 4822 Bewohnern Ende 2021 waren 3860 (80,05 %) Schweizer Staatsangehörige. Die Zugewanderten stammen mehrheitlich aus Mitteleuropa (Deutschland 306, Österreich 33, Slowakei 19, Ungarn 18, Niederlande 16 und Tschechien 12 Personen), aus Südeuropa (Italien 124, Portugal 95 und Spanien 18 Personen), dem ehemaligen Jugoslawien (Bosnien-Herzegowina 49 und Kosovo/Kosova 29 Personen), der Türkei (27 Personen), Eritrea (21 Personen), Afghanistan (19 Personen), Brasilien (17 Personen) und dem Vereinigten Königreich (16 Personen). Bei der Volkszählung 2000 waren 3768 Personen (87,12 %) Schweizer Bürger; davon besassen 211 Personen eine doppelte Staatsbürgerschaft.

### Altersstruktur
Die Gemeinde zählt einen hohen Anteil an Leuten höheren Alters. Während der Anteil der Personen unter zwanzig Jahren 14,95 % der Ortsbevölkerung ausmacht, sind 26,34 % Senioren (65 Jahre und älter). Die grösste Altersgruppe stellen mittlerweile die Personen zwischen 60 und 79 Jahren. Im Jahr 2000 war es noch die Altersgruppe von 30 bis 44 Jahren. Grund dafür ist die Alterung der Generation der Babyboomer (Jahrgänge bis 1965). Auf 100 Leute im arbeitsfähigen Alter (20–64 Jahre; 2831 Personen) entfallen 25 Junge (721 Personen) und 45 Menschen (1270 Personen) im Pensionsalter.
Die aktuelle Altersverteilung zeigt folgende Tabelle:
| Alter                                                             | 0–6 Jahre | 7–15 Jahre | 16–19 Jahre | 20–29 Jahre | 30–44 Jahre | 45–59 Jahre | 60–79 Jahre | 80 Jahre und älter |
| Anzahl                                                            | 303       | 304        | 114         | 429         | 934         | 1075        | 1327        | 336                |
| Anteil                                                            | 6,28 %    | 6,30 %     | 2,36 %      | 8,90 %      | 19,37 %     | 22,29 %     | 27,52 %     | 6,97 %             |
| Quelle: Bundesamt für Statistik, Bevölkerung nach Alter Ende 2021 |           |            |             |             |             |             |             |                    |

### Bevölkerungsentwicklung
Zwischen 1850 und 1880 stagnierte die Einwohnerschaft. In der Zeitspanne von 1850 bis 1900 nahm sie nur um 73 Personen oder 9,4 % zu. In der ersten Hälfte des 20. Jahrhunderts wuchs die Einwohnerschaft – von der Zeit des Ersten Weltkriegs abgesehen – ständig, aber nur langsam (1900–1950: +54,9 %). Mit der Verbesserung der Verkehrssituation (Achereggbrücke, Bahnverbindung nach Hergiswil–Luzern und Autobahn A2) änderte sich dies. Stansstad senkte zudem den Steuerfuss massiv und wurde zu einer ‹Steueroase› wie die Nachbargemeinde Hergiswil. Dies führte zu einem starken Bevölkerungswachstum von 1950 bis 1990 (1950–1990: +187 %). Im Jahr 2000 betrug die Einwohnerzahl das Fünffache im Vergleich zu 100 Jahren früher. Ab 1990 hat sich der Zuwachs zunächst etwas abgeschwächt; seit 2010 stagniert die Wohnbevölkerung.
Bevölkerungsentwicklung von Stansstad seit 1850 Quelle: Volkszählungen (1850–2000 Eidgenössische), Bundesamt für Statistik (seit 2010)

## Wirtschaft
Hauptberufe waren in früherer Zeit Bauer (meist Viehzucht), Käser, Schiffer, Holzhändler und Fischer. Bis ins 19. Jahrhundert blieb dies so. Die drehbare Achereggbrücke von 1860 liess den Anteil der Schiffer stark zurückgehen. Heute bieten nebst kleinen Dienstleistungsunternehmen eine Waschmittelfabrik, ein Kies- und Betonwerk, ein Hartsteinwerk, die Bauindustrie, Sägereien, Holz-, Metall- und Bootsbau, die Elektronikbranche, die Zentralbahn und das Logistikunternehmen Intergate Arbeitsplätze an.
In Stansstad ist die Arbeitslosigkeit tief; die Sozialhilfequote betrug 2019 0,66 %. Im Jahr 2020 waren von 1781 Beschäftigten 1050 männlich und 731 weiblich. Die Mehrheit der Beschäftigten arbeitete 2020 in Dienstleistungsunternehmen (Sektor 3). Danach folgte der Bereich Industrie und Gewerbe (Sektor 2). Der lange Zeit dominierende Bereich Landwirtschaft/Forstwirtschaft/Fischerei (Sektor 1) hat nur noch untergeordnete Bedeutung. Die Zahlen für die drei Sektoren sehen wie folgt aus:
| | 1. Sektor | 1. Sektor    | 1. Sektor         | 2. Sektor | 2. Sektor    | 2. Sektor         | 3. Sektor | 3. Sektor    | 3. Sektor         | Total    | Total        | Total             |
| | Betriebe  | Beschäftigte | Vollzeit- stellen | Betriebe  | Beschäftigte | Vollzeit- stellen | Betriebe  | Beschäftigte | Vollzeit- stellen | Betriebe | Beschäftigte | Vollzeit- stellen |
| Anzahl | 24        | 61           | 44                | 42        | 405          | 358               | 349       | 1315         | 952               | 415      | 1781         | 1353              |
| Anteil | 5,78 %    | 3,43 %       | 3,25 %            | 10,12 %   | 22,74 %      | 26,46 %           | 84,10 %   | 73,83 %      | 70,36 %           | 100 %    | 100 %        | 100 %             |
| Quelle: Bundesamt für Statistik; Statistik der Unternehmensstruktur STATENT, Arbeitsstätten und Beschäftigte nach Gemeinde und Wirtschaftssektoren |           |              |                   |           |              |                   |           |              |                   |          |              |                   |

Im Jahr 2000 gab es 1486 Erwerbstätige in Stansstad. Davon waren 696 (46,84 %) Einheimische und 790 Zupendelnde. Die Zupendelnden kamen zur Hälfte aus der engeren Region. Das grösste Kontingent stellten Leute aus den anderen Nidwaldner Gemeinden (63 %); 16 % kamen aus dem Kanton Luzern und 10 % aus Obwalden. Im gleichen Jahr waren 2577 Menschen aus Stansstad erwerbstätig. Somit arbeiteten 1881 Personen in anderen Gemeinden. In die Stadt Luzern pendelten 449 Personen (= 23,9 % aller Wegpendelnden), nach Stans 385 Personen (20,5 %), nach Hergiswil 145 Personen (7,7 %). Insgesamt 36,7 % pendelten in andere Nidwaldner Gemeinden. Dagegen 42,5 % in den Kanton Luzern. Weiter arbeiteten 6 % im Kanton Zug und 5 % im Kanton Obwalden (v. a. Sarnen und Alpnach).

## Verkehr
Das Dorf wurde bis in die Mitte des 19. Jahrhunderts für grosse Güter hauptsächlich mit Booten von Hergiswil oder Luzern aus angefahren. Auf dem Landweg gab es den Allweg zwischen Ennetmoos und Kerns. Nach der erstmaligen Erschliessung Stansstads in den 1860er-Jahren durch den Bau der drehbaren Achereggbrücke bestand Anschluss an die Brünigstrasse und daher nach Alpnach und Richtung Stadt Luzern. Die erste Schienenverbindung innerhalb des Engelbergertals war die Strassenbahn Stansstad–Stans, die 1893 eröffnet wurde. 1898 wurde die elektrifizierte Stansstad–Engelberg–Bahn eröffnet. Der Wunsch nach einer Verbindung Richtung Luzern erfüllte sich 1964, die Eisenbahngesellschaft StEB hiess von da an Luzern-Stans-Engelberg-Bahn. Seit dem Bau der neuen Achereggbrücke und dem Bau der Autobahn A2 ist Stansstad verkehrstechnisch ausserordentlich gut erschlossen. Um die Gemeinde vom Ausweichverkehr der Autobahn zu entlasten, wurde ein Verkehrslenkungskonzept erarbeitet. Erste Massnahmen aus dem Konzept sollen bis im April 2020 umgesetzt werden.

## Sehenswürdigkeiten
- An der Kehrsitenstrasse im Ortsteil Fürigen kann eine ehemalige Festung der Schweizer Armee aus dem Jahre 1942 besichtigt werden.
- Schnitzturm (Wehrturm aus dem 14. Jh.)

## Bilder

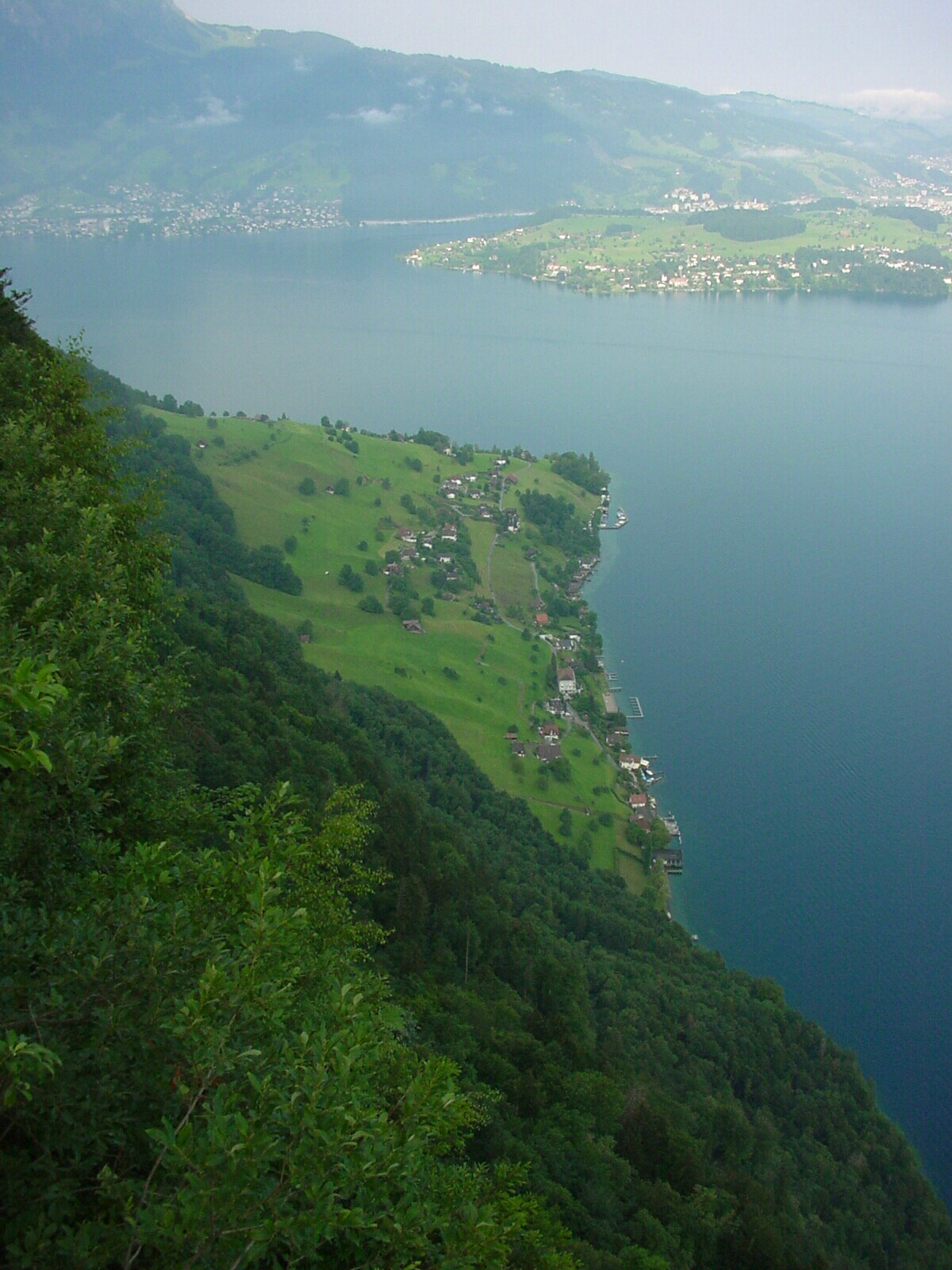
Blick vom Bürgenstock auf Kehrsiten am Vierwaldstättersee
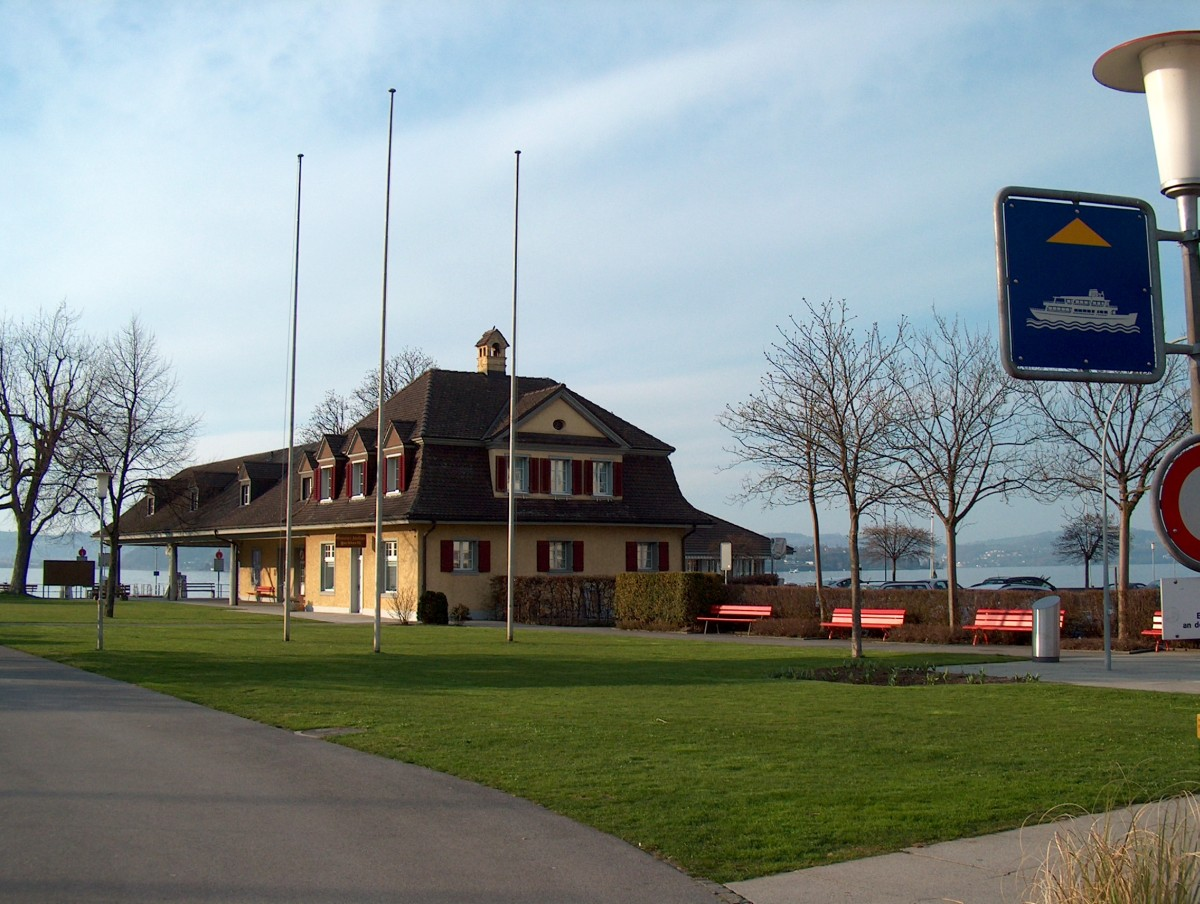
Schifflände mit dem ehemaligen Bahnhof (bis 1964)
Stansstad um 1891

## Persönlichkeiten
- Walter Josef Zumbühl (1883–1974), Politiker